# Cassaforma

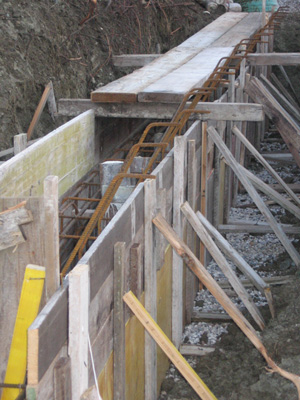
Cassaforma in legno

La cassaforma, (o cassero), in edilizia, individua l'involucro dentro cui viene effettuato il getto del calcestruzzo allo stato fluido, associato alla realizzazione delle opere in calcestruzzo armato.

## Storia

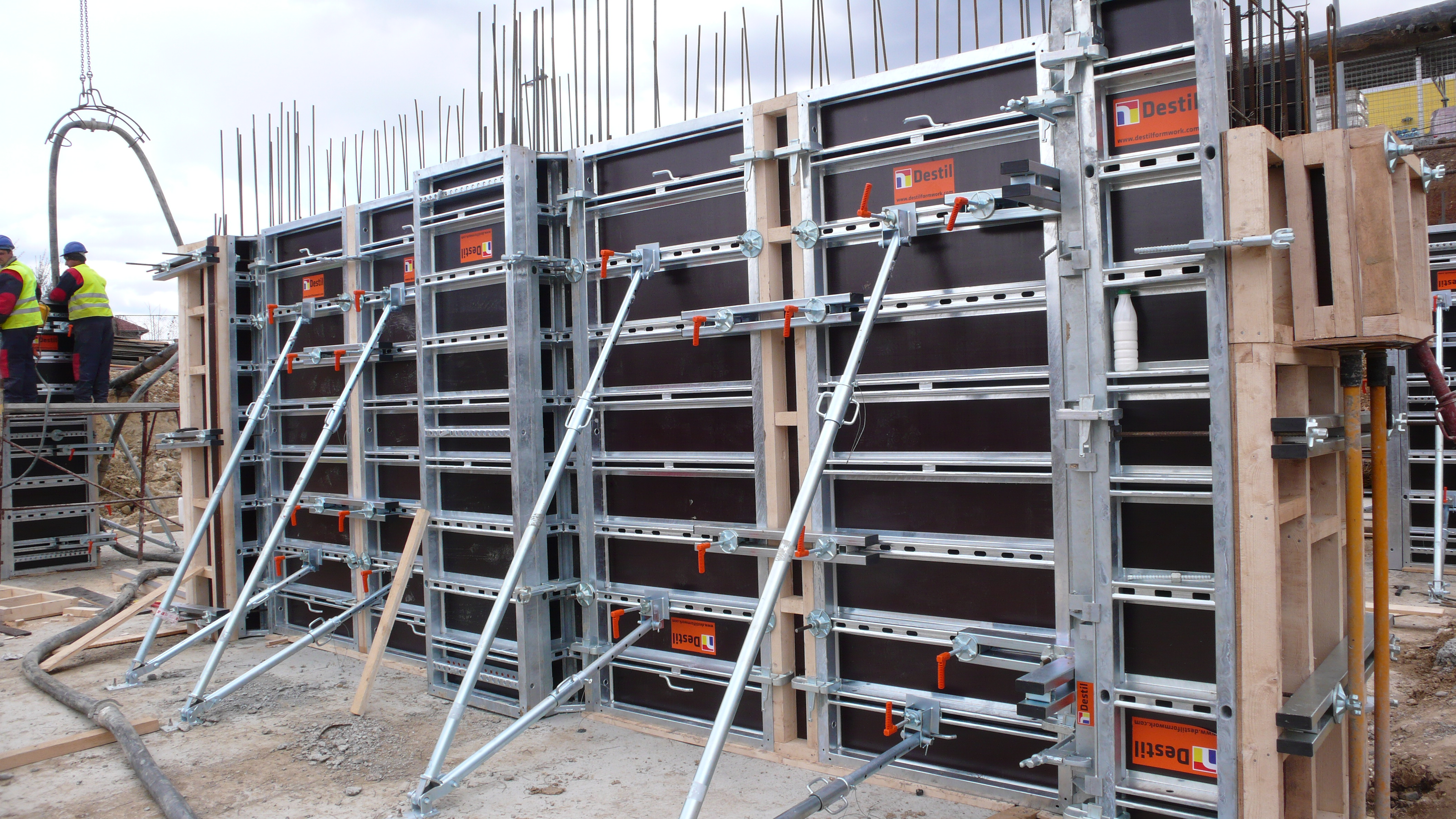
Cassaforma a telaio 80kN

Il concetto di cassaforma risale all'inizio della storia edilizia della nostra civiltà. Una cassaforma è una struttura dentro cui gettare del materiale allo stato liquido o semi-liquido in attesa che esso solidifichi spontaneamente o grazie all'apporto di calore esterno (il sole o un forno).
Uno degli esempi più antichi di cassaforma è la scatola di legno dove i costruttori dei popoli della Mesopotamia gettavano dell'argilla fresca, per metterla poi ad essiccare al calore del sole. Una volta solidificata, l'argilla manteneva la forma datale dalla cassaforma e diventava, genericamente, un mattone da costruzione.
Nell'antico Egitto si usavano casseforme in legno per gettarvi dentro un composto simile al calcestruzzo (la sua composizione precisa è tuttora ignota) che, solidificando, diventava un materiale simile al granito con cui sono state costruite molte delle più importanti piramidi, tra cui quelle della piana di Giza.
Anche tra i Romani era ben conosciuto l'utilizzo di cassaforme: essi usavano costruire due murature parallele tra le quali gettavano del calcestruzzo; in tal modo, quando il materiale gettato solidificava, i muri diventavano solidali con il calcestruzzo, fornendo loro, allo stesso tempo, la cassaforma per il getto, dando luogo al muro a sacco romano.

## Descrizione
In essa il calcestruzzo rimane fino alla fine del processo di presa e inizio della fase di Indurimento, cioè quando abbia conseguito una resistenza meccanica (nell'ordine dei 5-10 MPa) tale da garantire la resistenza alle sollecitazioni nelle condizioni di esercizio per cui la struttura è stata progettata; si procede quindi alla scasseratura (o disarmo), cioè alla rimozione della cassaforma, dato che la struttura ora è in grado di autoportarsi.
Le casseforme possono essere realizzate con diversi materiali: le più utilizzate sono quelle realizzate con elementi in legno oppure con pannelli metallici ma con maggiore frequenza si utilizzano anche elementi a base di polistirolo espanso o elementi in materiali fibrocompressi o compensati.
Per facilitare la scasseratura, le superfici interne delle casseforme vengono trattate con prodotti disarmanti conformi alla norma UNI 8866. La casseratura può essere realizzata anche "a perdere", ovvero può rimanere inglobata nell'opera anche dopo l'indurimento del calcestruzzo. I casseri vengono utilizzati anche per la realizzazioni di altre opere quali vespai, intercapedini e pavimenti aerati, per il consolidamento dei terreni.

## Estremi del concetto

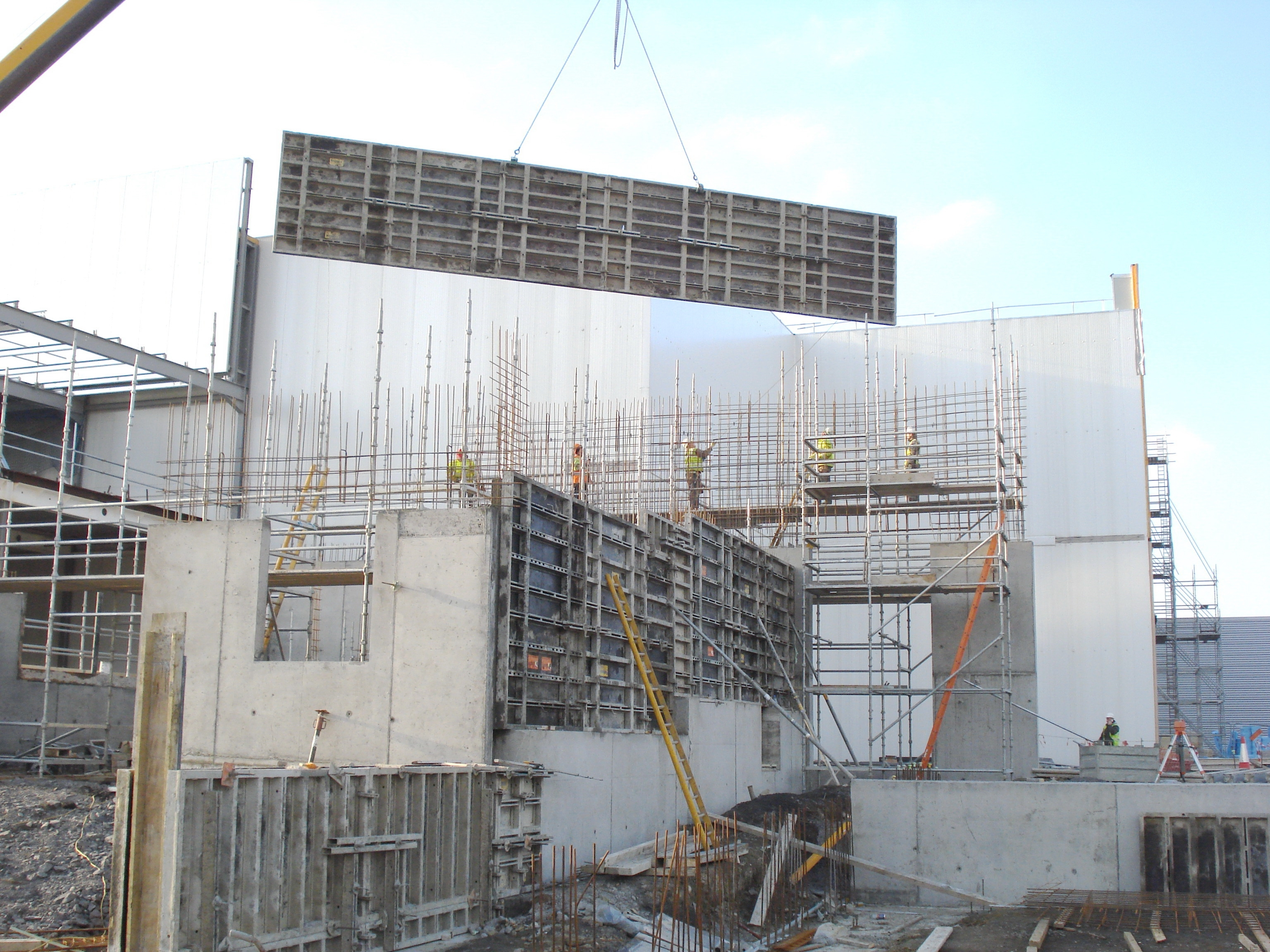
Cantiere Resident Tower in Romania

La cassaforma è anche la struttura che tiene unito un materiale che, altrimenti, non potrebbe mantenere la sua forma, perché incoerente. È il caso delle pareti di fango o di terra, che sono tenute insieme da un intreccio di legni e paglia, oppure che sono contenute in sacchi che poi vengono sovrapposti. Questi sono esempi al limite della definizione di cassaforma, in quanto non vi viene gettato un materiale che poi subisce una trasformazione.
Quando si costruisce un arco o una volta, si usa costruire una struttura (in genere lignea) che serve per poggiarvi i conci dell'arco per tenerli fermi prima che l'arco sia completato. Questo tipo di cassaforma è la centina. Anche questo è un concetto estremo di cassaforma, per quanto sia una struttura che dà la sua forma ad un altro manufatto (è comunque errato parlare di cassaforma riferendosi ad una centina).

## Cassaforma a perdere

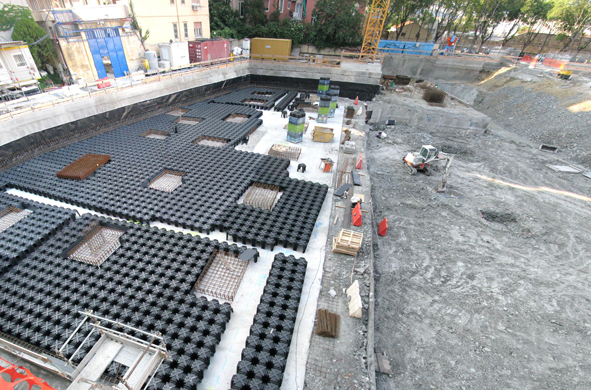
Casseforme a perdere, in plastica rigenerata, per vespai aerati.

Quando si getta un materiale in una cassaforma che poi non viene rimossa, rimanendo solidale con esso, si parla di cassaforma a perdere.
Il muro romano a sacco, citato in precedenza, è gettato in una cassaforma a perdere, perché i muri laterali, che fungono da cassaforma, rimangono solidali con il calcestruzzo gettato tra essi.
Lo stesso concetto attualmente viene utilizzato in alcuni casi per la realizzazione di membrature, quali pareti, piastre gettate in opera dove come casseri a perdere vengono utilizzate lastre prefabbricate tipo predalles.
Oggi esistono esempi di casseri a perdere quali i tubi per la realizzazione di pilastri, realizzati con materiali di natura diversa (cartone trattato, polistirolo, ecc.). In questo caso ogni cassaforma viene usata per un solo getto, mentre i casseri tradizionali in legno o metallo vengono utilizzati più volte.
In edilizia esistono molti esempi di strutture realizzate con casseforme a perdere, tra cui diversi tipi di pali di fondazione (controtubi in acciaio) e di muri di sostegno con blocchi cassero.
Il cassero a perdere viene utilizzato anche per la realizzazione di vespai, intercapedini e pavimenti aerati (elementi in materiale plastico) nonché, sotto forma di pannelli realizzati con materiali termoisolanti (lana di legno trattata, polistirolo, ecc.), per conferire alla struttura (parete, pilastro, ecc.) un'idonea inerzia termica al fine di prevenire l'insorgenza di ponti termici.

## Casseforme per calcestruzzo armato

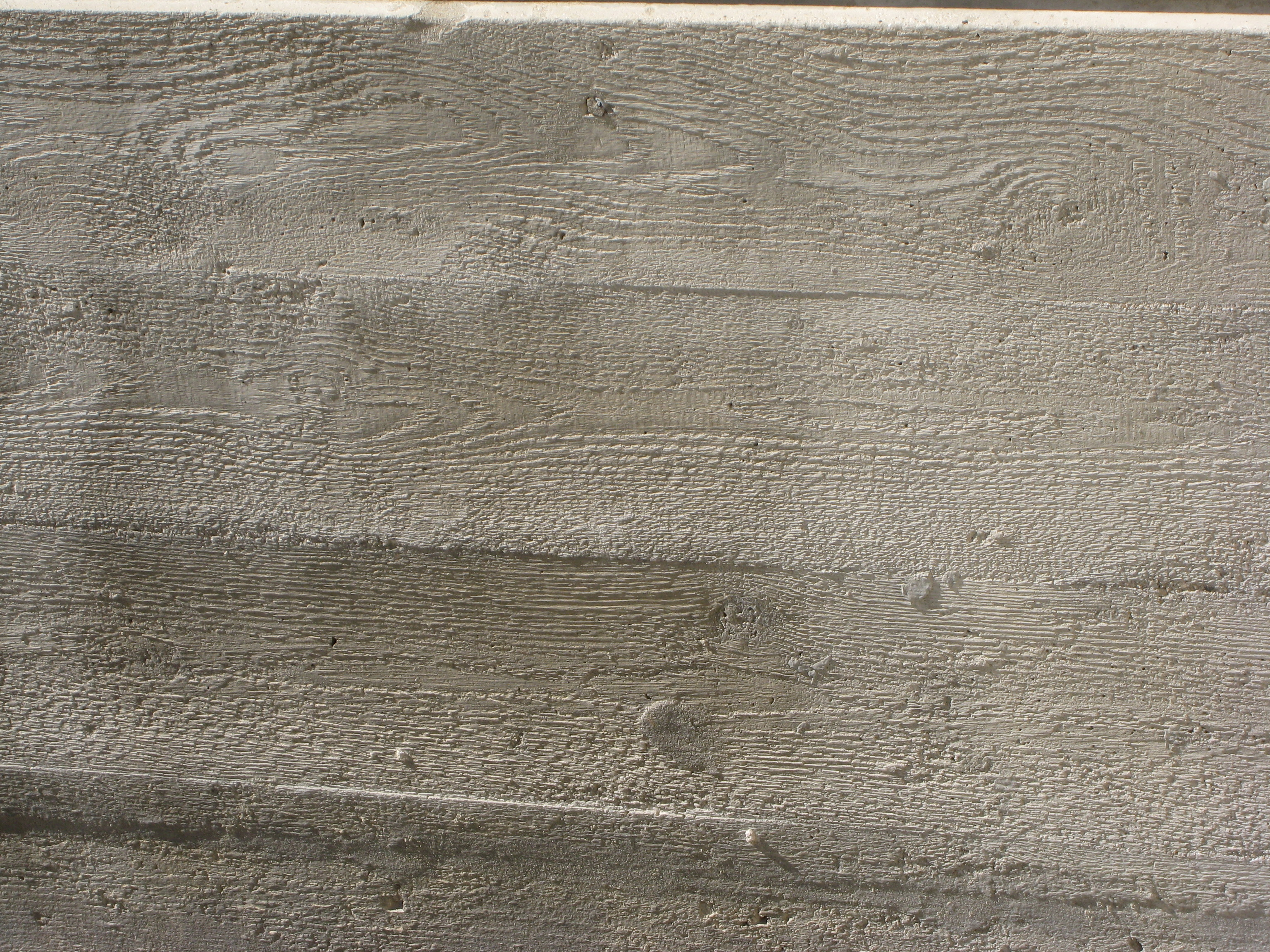
Il disegno lasciato dalle tavole sul cemento

La parola cassaforma forse richiama più di tutti il concetto di cemento armato.
La cassaforma è, infatti, una delle fasi più importanti della realizzazione della struttura, in quanto è con essa che si costituiscono la forma e le dimensioni definitive del manufatto.
Il materiale principe per la realizzazione delle casseforme per cemento armato è sempre stato il legno, un materiale semplice da lavorare e da sagomare, leggero da manovrare in cantiere e traspirante (particolare molto importante per il calcestruzzo in fase di maturazione).
Il legno ha lo svantaggio di non poter essere utilizzato per più di due o quattro volte per fare da cassaforma al cemento: esso si impregna e ben presto diventa rigido, pesante e non più traspirante, oltre a necessitare l'abbattimento di alberi; senza considerare il fatto che il legno impregnato non può essere utilizzato nemmeno per bruciare (non prende fuoco) e non è più biodegradabile (lo è solo la fibra, non il cemento in essa impregnato).
Da qualche tempo viene utilizzato per la costruzione il polistirolo con la tecnica chiamata Insulated concrete form (ICF).

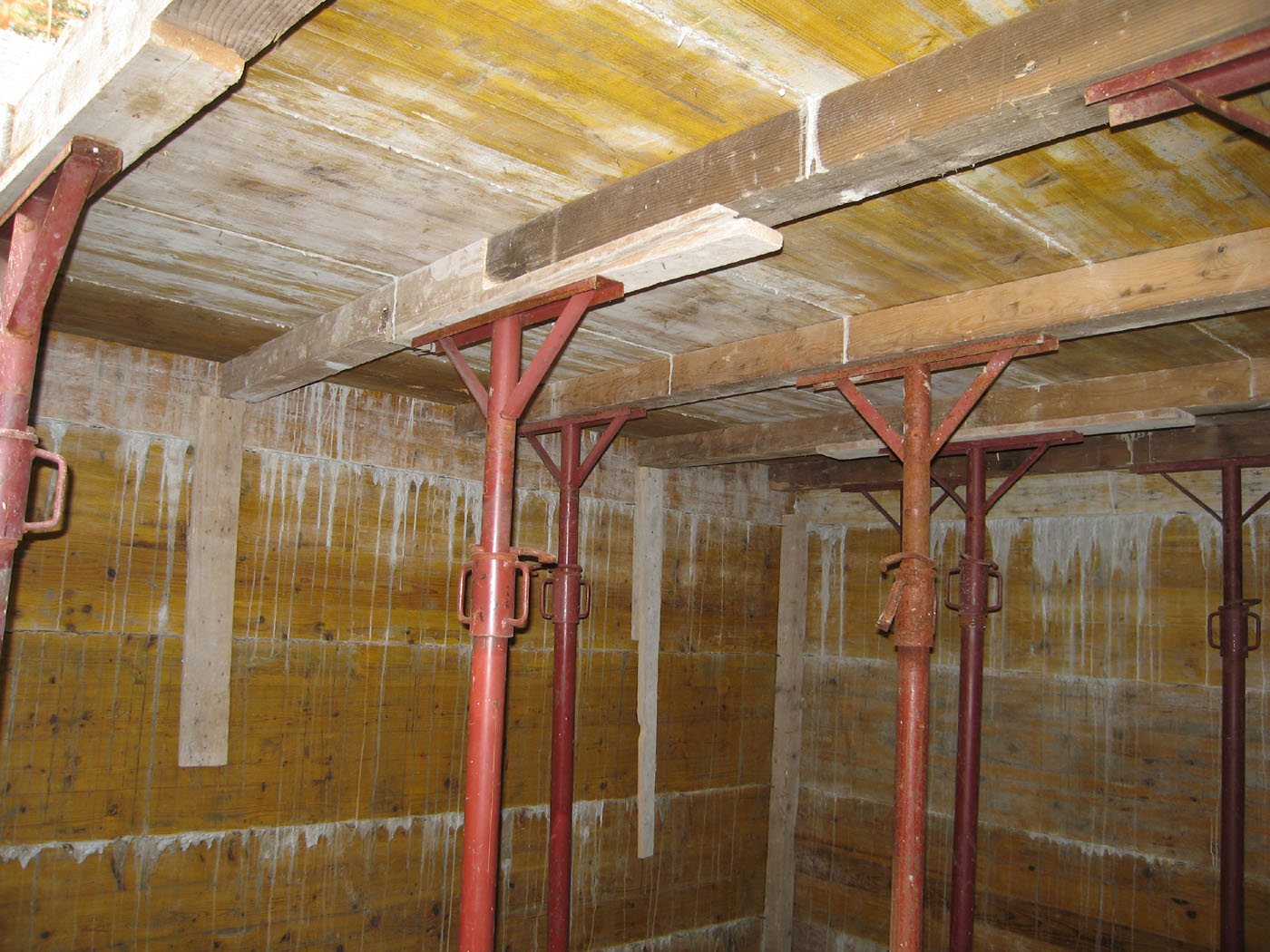
Cassaforma a platea per solaio gettato in opera

Il legno lascia la sua "impronta" sul calcestruzzo, che prende i disegni, in negativo, della fibra e dei nodi delle tavole di legno utilizzate. Questo aspetto può essere enfatizzato per conferire al cemento armato un bell'aspetto superficiale, al fine di lasciarlo a vista (cemento faccia a vista). Il cemento, se ben fatto, è un materiale molto durevole e non necessita di elementi protettivi ulteriori per resistere per decenni agli agenti atmosferici.
Oggi esistono casseforme metalliche telescopiche e di sezione variabile che possono essere utilizzate un numero virtualmente infinito di volte e offrono al manufatto completo una superficie liscia e omogenea.
Le casseforme non vengono quasi più utilizzate per realizzare i solai in laterocemento, in quanto questi sono sempre più spesso costituiti da travetti o lastre prefabbricate autoportanti che, insieme alle pignatte, fungono anche da cassaforma a perdere per il successivo getto di completamento. Ciò permette di risparmiare moltissima superficie di cassaforma.
Le casseforme per cemento armato precompresso sono tutte metalliche. Il processo produttivo in serie di questo tipo di membratura rende antieconomico l'utilizzo di casseforme non riciclabili.
A partire da metà Novecento si sono cominciati a sviluppare dei sistemi di casseforme evolute per cercare di industrializzare il cantiere ed aumentarne l'efficienza produttiva. Alcuni esempi di queste casseforme sono: le casseforme scorrevoli, anche dette slip form; le casseforme rampanti e quelle semi-rampanti.
La maestranza che possiede le competenze per realizzare le casseforme in legno è il carpentiere, termine oggi allargato anche a chi realizza casseforme in acciaio o casseforme in generale. Ad ogni modo, ovunque c'è una struttura in cemento armato, c'è stata una cassaforma che le ha dato forma e dimensioni.

### Funzione
La funzione del cassero è duplice:
- geometrica: viene realizzato in modo tale che il calcestruzzo gettato possa assumere la forma richiesta dal progetto;
- meccanica: non si deve deformare, deve pertanto essere in grado di sopportare la pressione del getto sulle sue pareti[1] e l'azione delle vibrazioni di costipamento. Inoltre la cassaforma deve garantire la tenuta stagna poiché la mancanza di tenuta perfetta determinerebbe una fuoriuscita della frazione più fine dell'impasto con conseguente formazione di una struttura spugnosa e di nidi di ghiaia.

### Montaggio e preparazione
Nel caso di utilizzo di casseforme in legno, ci si deve assicurare che le stesse siano eseguite con tavole a bordi paralleli e ben accostate, in modo che non abbiano a presentarsi, dopo il disarmo, sbavature o disuguaglianze sulle facce in vista del getto.

In generale le parti componenti i casseri debbono essere a perfetto contatto e sigillate con idoneo materiale per evitare la fuoriuscita di boiacca cementizia.
Prima del getto, per avere un prodotto finale ottimale, le casseforme devono essere pulite per eliminare ogni traccia di materiale che possa compromettere l'estetica del manufatto quali polvere, terriccio ecc. La superficie interna dei casseri deve essere trattata con prodotti disarmanti conformi alla norma UNI 8866.
I disarmanti per essere efficaci, però, devono essere stessi entro le 24 ore precedenti al getto. Nel caso di utilizzo di casseforme impermeabili, per ridurre il numero delle bolle d'aria sulla superficie del getto, si deve fare uso di disarmante con agente tensioattivo e la vibrazione dovrà avvenire in contemporanea con il getto.
Nel caso di casseformi permeabili, come il legno, è necessario che prima del getto queste vengano opportunamente bagnate per evitare che l'acqua d'impasto venga sottratta dal cassero producendo una maggiore porosità superficiale a causa della minore idratazione del cemento in superficie per carenza di acqua, determinando un abbattimento del grado di durabilità del materiale e aumentando la vulnerabilità delle armature.

#### Accessori

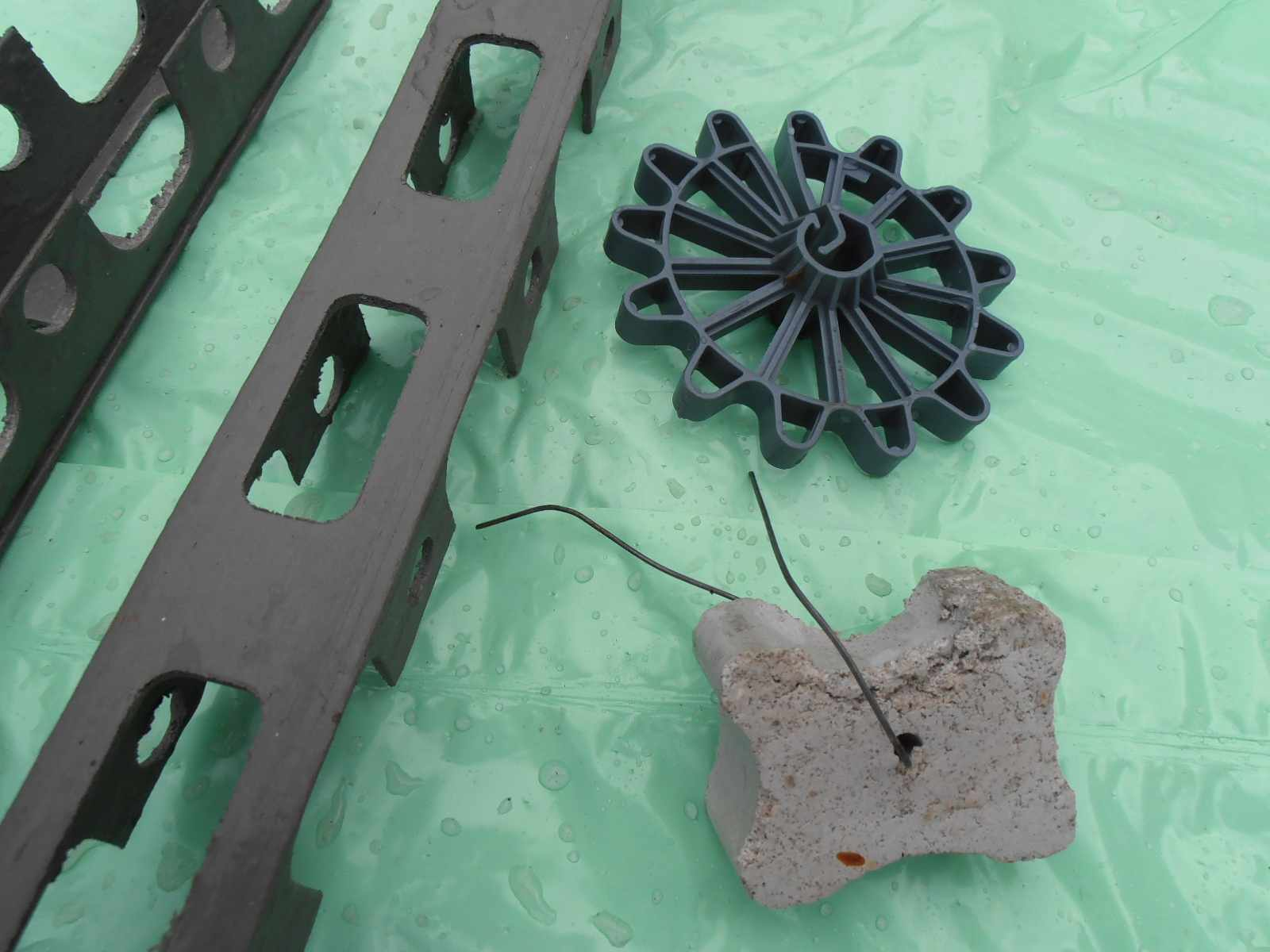
Tipo di distanziatori

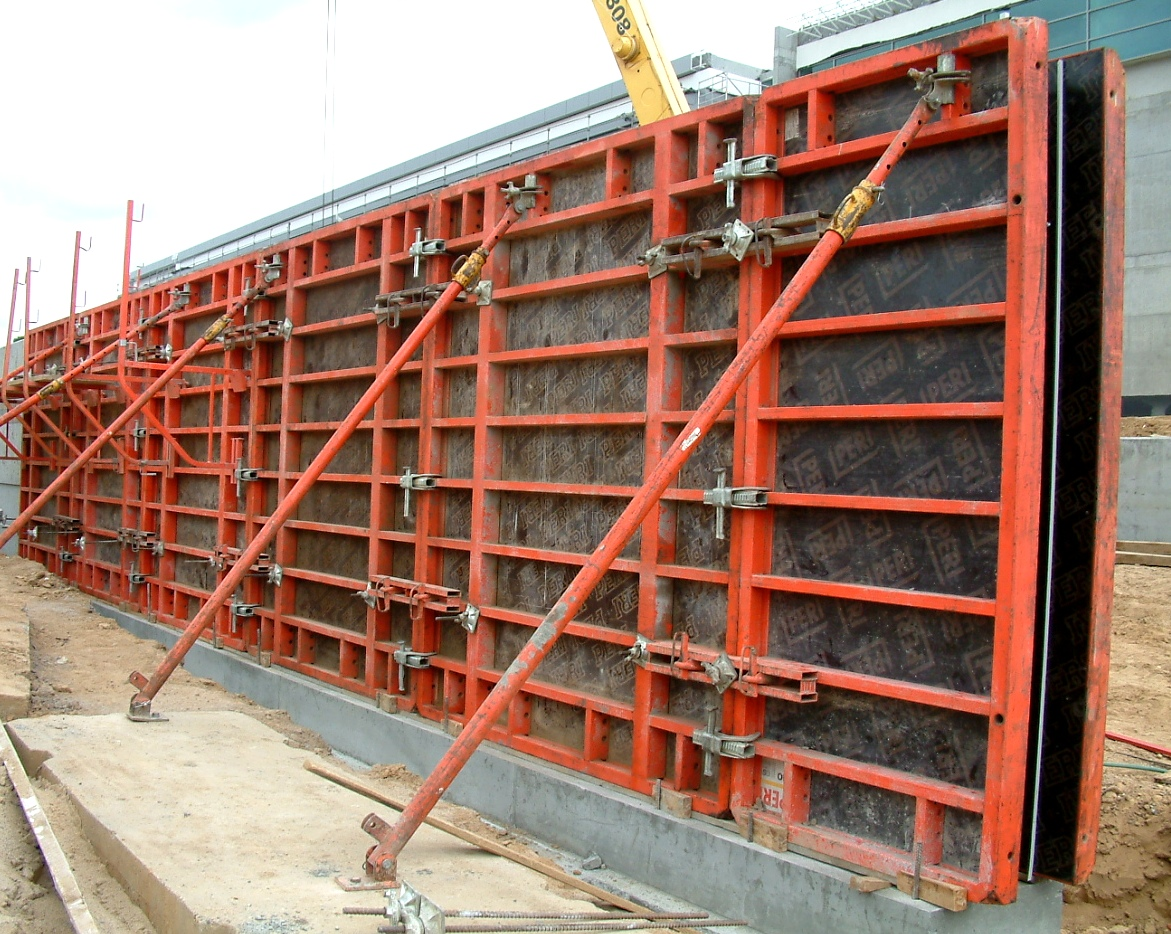
Cassaforma a telaio con sistema di puntellazione

- I distanziatori sono accessori per casseforme necessari all'assemblaggio e al bloccaggio dei vari pannelli costituenti il cassero di una parete in calcestruzzo armato. Sono elementi prestampati in metallo o in PVC che rimangono quasi completamente inglobati nel calcestruzzo indurito (elementi a perdere). I distanziatori per casseforme si distinguono da quelli per copriferro che vengono montati sempre all'interno dei casseri ma in corrispondenza dei ferri d'armatura più esterni al fine di garantire il ricoprimento di calcestruzzo previsto dal progetto esecutivo.
- I puntelli vengono utilizzati per la realizzazione di pareti in calcestruzzo. Grazie ai sistemi di puntellazione di sostegno, la pressione esercitata dal calcestruzzo fresco sul paramento dei casseri viene scaricata a terra.

### Scasseratura
Come accennato in precedenza, la rimozione dei casseri o disarmo (in inglese: stripping) deve essere effettuata previo accertamento che la resistenza del calcestruzzo gettato in opera abbia raggiunto la resistenza minima di progetto per sopportare le azioni a cui dovrà essere immediatamente assoggettata la struttura. A tale scopo devono essere presi in considerazione gli effetti della temperatura ambiente durante il periodo di maturazione del calcestruzzo gettato in opera qualora si abbiano condizioni ambientali di riferimento che si discostano dalla temperatura media del calcestruzzo di 20 °C. Gli effetti di temperature ridotte o elevate devono essere calcolati considerando adeguatamente lo sviluppo della resistenza del calcestruzzo in funzione del tempo di maturazione e della temperatura stessa nel seguente modo:

per il calcolo della resistenza media del calcestruzzo fcm(t) ad una età t e per una maturazione che avvenga ad una temperatura prefissata T si può utilizzare la seguente formula:
- fcm(t) = βce(t) fcm

con:
- fcm =fck + 8
- βce(t)= e{s[1-(28/(t/t1)1/2]}

dove:
- fcm(t)= resistenza a compressione media del calcestruzzo ad un'età di t giorni;
- fcm = resistenza a compressione media del calcestruzzo a 28 giorni;
- βce(t)= coefficiente che dipende dall'età t del calcestruzzo;
- t = età del calcestruzzo (in giorni) modificata in funzione della temperatura;
- t1 = 1 giorno;
- s = coefficiente che dipende dal tipo di cemento;

l'effetto di temperature ambientali ridotte o elevate nel periodo di maturazione del calcestruzzo può essere presa in conto modificando opportunamente i giorni di maturazione t in accordo con la formula seguente:
- tT = ∑Δtie[13,65 - 4000/(273+T(Δti)/To)]

dove:
- tT = età del calcestruzzo modificata dalla temperatura T che sostituisce t nell'equazione precedente:
- Δti = il numero di giorni in cui la temperatura T prevale:
- T(Δti) = temperatura (in °C) durante il periodo di tempo Δti:
- To = 1 °C:

Durante la scasseratura, le fiancate dei casseri possono essere staccate per prime, i fondi dei casseri delle travi di grande luce, ecc. solo in un tempo successivo. In assenza di specifici accertamenti, ci si deve attenere a quanto stabilito all'interno delle Norme Tecniche per le Costruzioni (D.M. 14/01/2008).

### Trattamenti post scasseratura
Dopo la scasseratura, le eventuali irregolarità o sbavature, qualora ritenute tollerabili, devono essere asportate mediante scarifica meccanica o manuale e i punti difettosi devono essere ripresi accuratamente con malta cementizia a ritiro compensato immediatamente dopo il disarmo, previa bagnatura a rifiuto delle superfici interessate. Eventuali elementi metallici, quali chiodi o reggette che dovessero sporgere dai getti, al fine di evitare che arrugginendo possano danneggiare il calcestruzzo superficiale, devono essere tagliati almeno 5mm sotto la superficie finita e gli incavi risultanti verranno accuratamente sigillati con malta fine di cemento.

### Getti faccia a vista
Per i calcestruzzi "faccia a vista" i casseri devono essere puliti e privi di elementi che possano in ogni modo pregiudicare l'aspetto della superficie del conglomerato cementizio indurito. Per l'ottenimento di superfici a faccia vista con motivi o disegni in rilievo vengono utilizzate apposite matrici in gomma Reckli. Per questo tipo di getti, i disarmanti non devono creare macchie sulla superficie in vista del conglomerato cementizio. I disarmanti inoltre, qualora si realizzino conglomerati cementizi colorati o con cemento bianco, devono anche non alterare il colore.